# 公主坟
39°54′22″N 116°18′15″E / 39.9061°N 116.3043°E

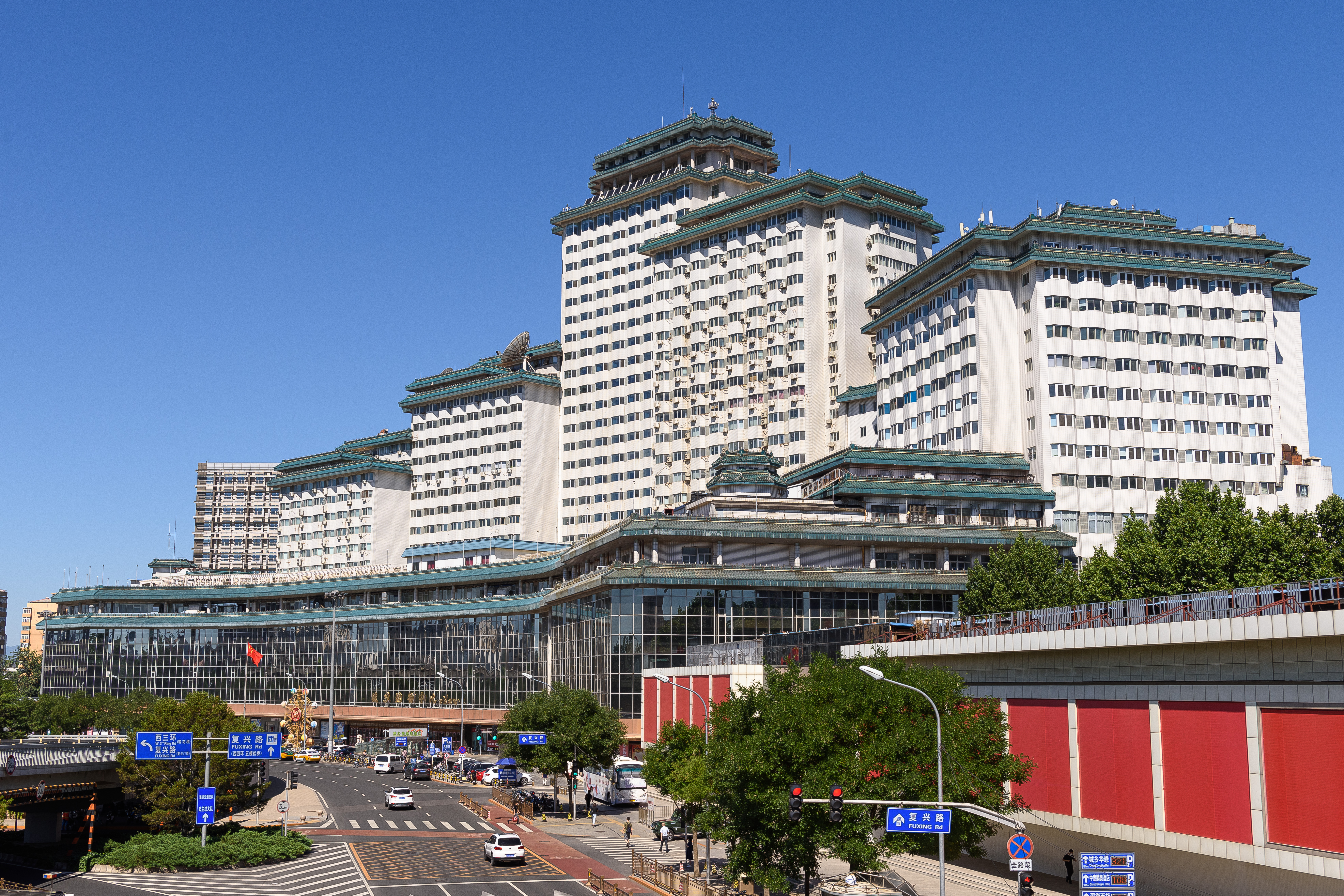
公主坟西北角的城乡购物中心

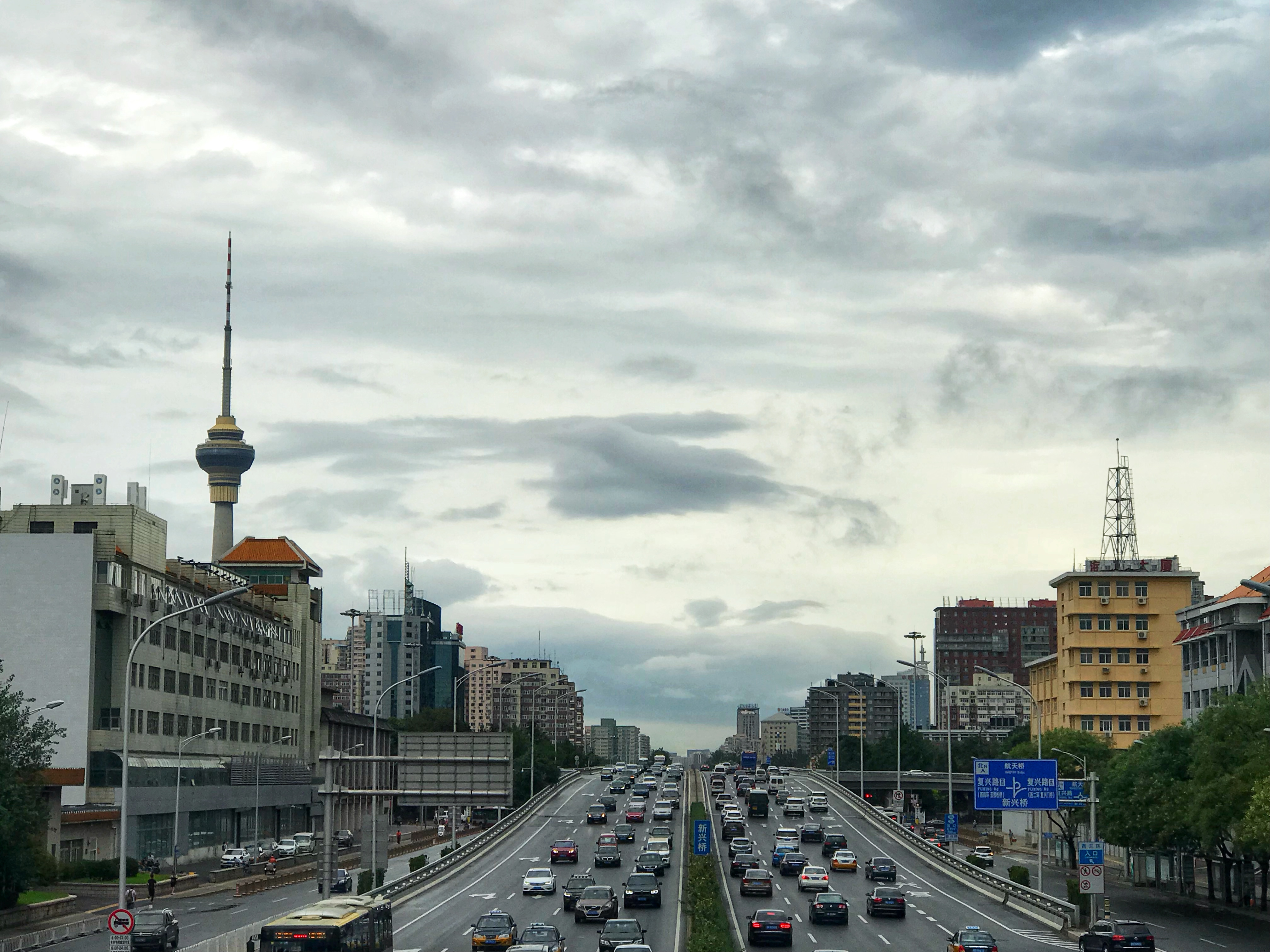
新兴桥南侧

公主坟是北京市海淀区的一个地名，位于今复兴路和西三环中路的交口处，现有新兴桥和北京地铁公主坟站。

## 历史
此处历史上称“王佐村”，清末改称“苑家村”。中華民國臨時政府时期，1938年至1940年修建長安大街直達「新北京」時，改称“公主坟”。
公主坟这个地方原有清仁宗的两个公主的陵墓。在1965年修地铁时考证出这两个公主分别是：
1. 庄敬和硕公主，嘉庆帝第三女，为和裕皇贵妃所生，生于乾隆四十六年（1781年）十二月。她于嘉庆六年（1801年）十一月，下嫁蒙古科爾沁亲王索特纳木多布济。公主府在南锣鼓巷炒豆胡同。嘉庆十六年（1811年）三月卒，年三十一岁。葬於王佐村，人稱東公主墳。莊敬和碩公主無子，後來由清宣宗選於眾族，立僧格林沁為嗣。[1]
2. 庄静固伦公主，嘉庆帝第四女，为孝淑睿皇后所生，生于乾隆四十九年（1784年）九月。她于嘉庆七年（1802年）下嫁蒙古土默特部的玛尼巴达喇郡王。公主府在西城新街口蒋养房豆腐巷六號。嘉庆十六年（1811年）五月卒，年二十八岁。葬於王佐村，人稱西公主墳。[1]

因为两个公主去世的时间只差两个月，所以陵墓建在一起。
华北临时政府時期（1937年），看墳人勾結日寇和保安隊，曾用三個晝夜的時間，在公主墳四周架起機槍，公開盜墓，把兩座墳墓里的珍寶盜竊一空。事後庄靜固倫公主第五代後裔林勤找人將兩公主的遺骸重新裝殮後埋好。1938年修築長安街時還有一段故事：按當時的設計，長安街是直線通到「新北京」的，兩座公主墳正在馬路中央，勢必移除。後經其後裔沁布多爾濟（林勤兄）委託一位叫敖景文的人（蒙古族，當時是北京蒙藏學校的校長），轉託「日偽」建設總署負責人（日本人），用八千塊銀元的代價，才將兩座公主墳按文物古迹保留下來，致使馬路繞行。1965年修建地鐵時，因路線取直，必須通過此處的墳墓，海淀區人民政府找林勤聯繫，經協商，其將公主墳藍圖、契紙、土地所有證獻出，然後由有關部門將兩座墳墓遷移。
1967年公主坟迁出，今新兴桥绿地中尚遗当年墓地中之白皮松、古槐。
公主坟在修建三环路时建成新兴桥，该桥常被误称为“公主坟桥”。

## 交通
- 北京地铁1号线、北京地铁10号线设有公主坟站。